# Blythe Danner
Blythe Katherine Danner (Filadélfia, 3 de fevereiro de 1943) é uma atriz estadunidense, mãe da também atriz Gwyneth Paltrow, do diretor Jake Paltrow e viúva do produtor Bruce Paltrow.

## Filmografia

### Filmes
| Ano  | Titulo                                           | Personagem               |
| ---- | ------------------------------------------------ | ------------------------ |
| 1972 | To Kill a Clown                                  | Lily Frischer            |
| 1972 | 1776                                             | Martha Jefferson         |
| 1974 | Lovin' Molly                                     | Molly Taylor             |
| 1975 | Hearts of the West                               | Miss Trout               |
| 1976 | Futureworld                                      | Tracy Ballard            |
| 1979 | The Great Santini                                | Lillian Meechum          |
| 1983 | Inside the Third Reich                           | Margarete Speer          |
| 1983 | Man, Woman and Child                             | Sheila Beckwith          |
| 1985 | 'Guilty Conscience'                              | Louise Jamison           |
| 1986 | Brighton Beach Memoirs                           | Kate Jerome              |
| 1988 | Another Woman                                    | Lydia                    |
| 1990 | Mr. and Mrs. Bridge                              | Grace Barron             |
| 1990 | Alice                                            | Dorothy Smith            |
| 1991 | The Prince of Tides                              | Sally Wingo              |
| 1992 | Husbands and Wives                               | Rain's Mother            |
| 1995 | Napoleon                                         | Mother Dingo             |
| 1995 | Homage                                           | Katherine Samuel         |
| 1995 | To Wong Foo, Thanks for Everything! Julie Newmar | Beatrice                 |
| 1997 | The Myth of Fingerprints                         | Lena                     |
| 1997 | Mad City                                         | Mrs. Banks               |
| 1998 | The Proposition                                  | Syril Danning            |
| 1998 | No Looking Back                                  | Claudia's Mother         |
| 1998 | The X-Files                                      | Jana Cassidy             |
| 1999 | Forces of Nature                                 | Virginia Cahill          |
| 1999 | The Love Letter                                  | Lillian MacFarquhar      |
| 1999 | Things I Forgot to Remember                      | Mrs. Bradford            |
| 2000 | Meet the Parents                                 | Dina Byrnes              |
| 2001 | The Invisible Circus                             | Gail O'Connor            |
| 2003 | Three Days of Rain                               | Woman in Cab             |
| 2003 | Sylvia                                           | Aurelia Plath            |
| 2004 | Howl's Moving Castle                             | Madam Suliman            |
| 2004 | Meet the Fockers                                 | Dina Byrnes              |
| 2006 | Stolen                                           | Isabella Stewart Gardner |
| 2006 | The Last Kiss                                    | Anna                     |
| 2008 | The Sisterhood of the Traveling Pants 2          | Greta Randolph           |
| 2009 | Waiting for Forever                              | Miranda Twist            |
| 2009 | The Lightkeepers                                 | Mrs. Bascom              |
| 2010 | Little Fockers                                   | Dina Byrnes              |
| 2011 | Paul                                             | Tara Walton              |
| 2011 | What's Your Number?                              | Ava Darling              |
| 2011 | Detachment                                       | Mrs. Perkins             |
| 2012 | The Lucky One                                    | Ellie Green              |
| 2012 | Hello I Must Be Going                            | Ruth Minsky              |
| 2014 | Murder of a Cat                                  | Edie Moisey              |
| 2015 | I'll See You in My Dreams                        | Carol Petersen           |
| 2015 | Tumbledown                                       | Linda Jespersen          |
| 2018 | What They Had                                    | Ruth Everhardt           |
| 2018 | Hearts Beat Loud                                 | Marianne Fisher          |
| 2018 | The Chaperone                                    | Mary O'Dell              |
| 2019 | The Tomorrow Man                                 | Ronnie Meisner           |
| 2019 | Strange but True                                 | Gail                     |

### Televisão
| Ano                  | Título                                           | Personagem             | Notas                                      |
| -------------------- | ------------------------------------------------ | ---------------------- | ------------------------------------------ |
| 1970                 | George M!                                        | Agnes Nolan Cohan      | Filme para TV                              |
| 1971                 | Dr. Cook's Garden                                | Janey Rausch           | Filme para TV                              |
| 1972                 | Columbo                                          | Janice Benedict        | Episódio: "Etude in Black"                 |
| 1973                 | Adam's Rib                                       | Amanda Bonner          | 13 episódios                               |
| 1974                 | F. Scott Fitzgerald and 'The Last of the Belles' | Zelda Fitzgerald       | Filme para TV                              |
| 1974                 | Sidekicks                                        | Prudy Jenkins          | Filme para TV                              |
| 1975                 | Great Performances                               | Nina Zarechnaya        | Episódio: "The Seagull"                    |
| 1976                 | M*A*S*H                                          | Carlye Breslin Walton  | Episódio: "The More I See You"             |
| 1976                 | A Love Affair: The Eleanor and Lou Gehrig Story  | Eleanor Gehrig         | Filme para TV                              |
| 1976                 | Great Performances                               | Alma Winemiller        | Episódio: "Eccentricites of a Nightingale" |
| 1977                 | The Court-Martial of George Armstrong Custer     | Mrs. Custer            | Filme para TV                              |
| 1978                 | Are You in the House Alone?                      | Anne Osbourne          | Filme para TV                              |
| 1979                 | Too Far to Go                                    | Joan Barlow Maple      | Filme para TV                              |
| 1979                 | You Can't Take It with You                       | Alice Sycamore         | Filme para TV                              |
| 1982                 | Inside the Third Reich                           | Margarete Speer        | Filme para TV                              |
| 1983                 | In Defense of Kids                               | Ellen Wilcox           | Filme para TV                              |
| 1984                 | Guilty Conscience                                | Louise Jamison         | Filme para TV                              |
| 1984                 | Helen Keller: The Miracle Continues              | Anne Sullivan          | Filme para TV                              |
| 1988–1989            | Tattingers                                       | Hillary Tattinger      | 13 episódios                               |
| 1989                 | Money, Power, Murder                             | Jeannie                | Filme para TV                              |
| 1990                 | Judgment                                         | Emmeline Guitry        | Filme para TV                              |
| 1992                 | Getting Up and Going Home                        | Lily                   | Filme para TV                              |
| 1992                 | Cruel Doubt                                      | Bonnie Van Stein       | Filme para TV                              |
| 1992                 | Tales from the Crypt                             | Margaret               | Episódio: "Maniac at Large"                |
| 1992                 | Lincoln                                          | Elizabeth Todd Edwards | Filme para TV                              |
| 1993                 | Tracey Ullman Takes on New York                  | Eleanor Levine         | Filme para TV                              |
| 1993                 | Great Performances                               | Narrator               | Episódio: "The Maestros of Philadelphia"   |
| 1994                 | Oldest Living Confederate Widow Tells All        | Bianca Honicut         | Filme para TV                              |
| 1994                 | Leave of Absence                                 | Elisa                  | Filme para TV                              |
| 1997                 | Thomas Jefferson                                 | Martha Jefferson       | Filme para TV                              |
| 1997                 | A Call to Remember                               | Paula Tobias           | Filme para TV                              |
| 1998                 | From the Earth to the Moon                       | Narrator               | Episódio: "Le voyage dans la lune"         |
| 1998                 | Saint Maybe                                      | Bee Bedloe             | Filme para TV                              |
| 1998                 | Murder She Purred: A Mrs. Murphy Mystery         | Mrs. Murphy            | Filme para TV                              |
| 2001–2006, 2018–2020 | Will & Grace                                     | Marilyn Truman         | 14 episódios                               |
| 2002                 | We Were the Mulvaneys                            | Corinne Mulvaney       | Filme para TV                              |
| 2002                 | Presidio Med                                     | Dr. Harriet Lanning    | 3 episódios                                |
| 2003                 | Two and a Half Men                               | Evelyn Harper          | Episódio: "Most Chicks Won't Eat Veal"     |
| 2004                 | Back When We Were Grownups                       | Rebecca Holmes Davitch | Filme para TV                              |
| 2004–2006            | Huff                                             | Isabelle Huffstodt     | 25 episódios                               |
| 2009                 | Medium                                           | Louise Leaming         | Episódio: "A Taste of Her Own Medicine"    |
| 2009                 | Nurse Jackie                                     | Maureen Cooper         | Episódio: "Tiny Bubbles"                   |
| 2011–2012            | Up All Night                                     | Dr. Angie Chafin       | 3 episódios                                |
| 2015                 | The Slap                                         | Virginia Latham        | Episódio: "Anouk"                          |
| 2016                 | Madoff                                           | Ruth Madoff            | 4 episódios                                |
| 2016                 | Odd Mom Out                                      | Jill's Mom             | Episódio: "Fasting and Furious"            |
| 2017                 | Gypsy                                            | Nancy                  | 4 episódios                                |
| 2018                 | Patrick Melrose                                  | Nancy Valance          | Mini-series                                |